# Yasemin Mansoor

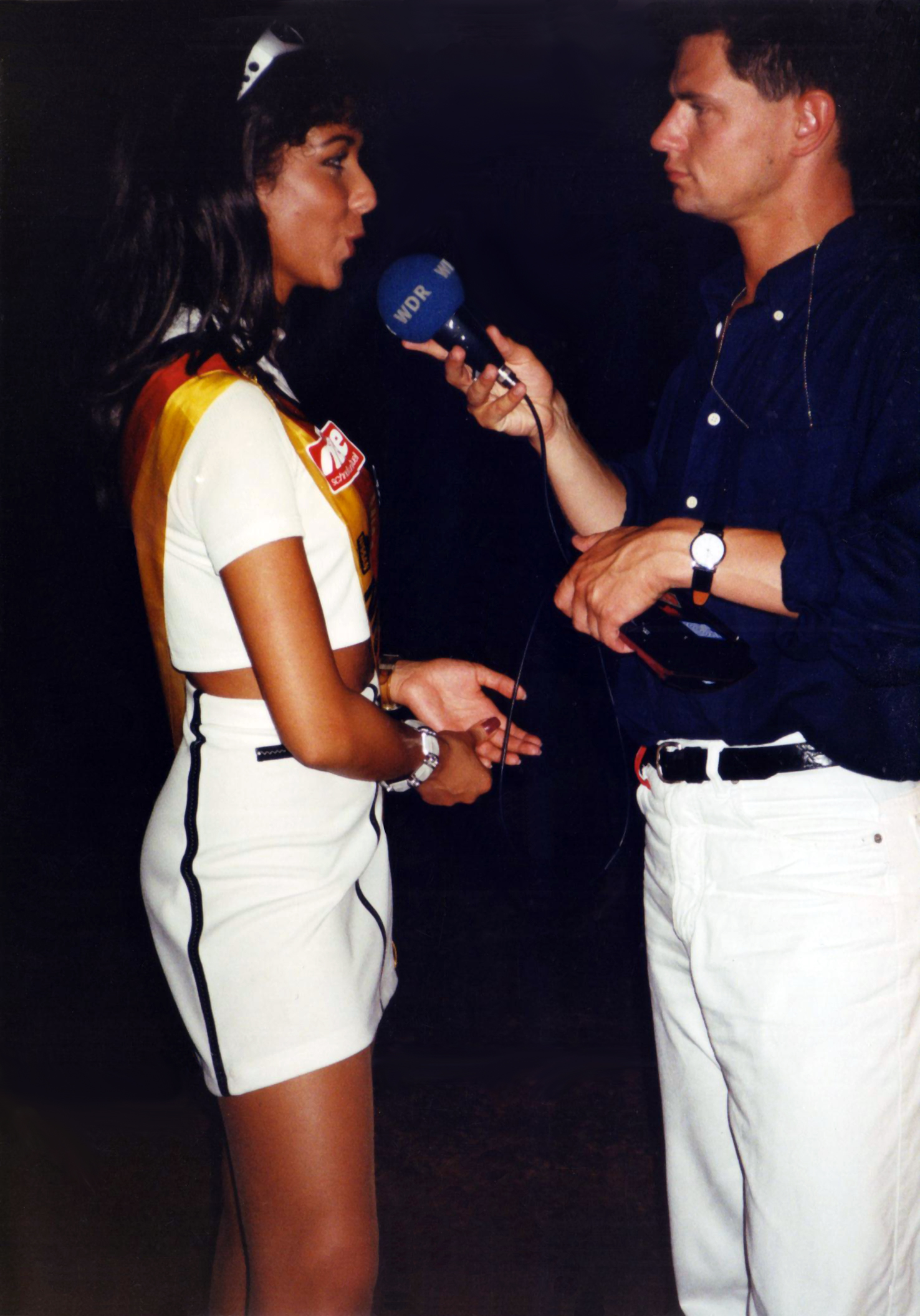
Yasemin Mansoor bei einem Radio-Interview 1996

Yasemin Mansoor (* 1979) ist ein deutsches Fotomodell und Schönheitskönigin irakisch-türkischer Abstammung. Zeitweilig war sie auch als Sängerin tätig.

## Werdegang
Yasemin ist Tochter türkisch/irakischer Einwanderer, die nach Deutschland kamen.
Am 18. Januar 1996 wurde die damals 16-jährige Schülerin als Miss Berlin 1995 im Berliner Friedrichstadt-Palast zur bis dahin jüngsten Miss Germany gekrönt. Sie siegte am 4. Oktober 1996 bei der Wahl zur Queen of the World in Baden-Baden. 
Anschließend arbeitete sie als Fotomodell und produzierte Popmusik mit der Mädchenband 4 Unique.
Sie war in erster Ehe mit dem Mister Germany  Adrian Ursache verheiratet.
Sie ist mit dem Produzenten und Manager Mark Dollar verheiratet und hat mit ihm zwei Kinder.

## Diskografie
(Maxi-CDs mit der Band 4 Unique)
- 1998: Lay Down (+ 3 Mixe)
- 1999: Crazy ’bout You (+ 2 Mixe + Be what you wanna be)
- 1999: Runaway (+ Mix + Move me)
- 2001: Never Gonna Change My Love (+ 4 Mixe)